# Sormusvaara
Sormusvaara är en kulle i Finland.   Den ligger i den ekonomiska regionen Norra Lappland och landskapet Lappland, i den norra delen av landet, 900 km norr om huvudstaden Helsingfors. Toppen på Sormusvaara är 318 meter över havet.
Terrängen runt Sormusvaara är huvudsakligen platt.  Trakten runt Sormusvaara är nära nog obefolkad, med mindre än två invånare per kvadratkilometer.